# Saint-Laurent-de-Veyrès
Saint-Laurent-de-Veyrès là một xã ở tỉnh Lozère trong vùng Occitanie, phía nam nước Pháp.